# Donacoscaptes albipennella
Donacoscaptes albipennella là một loài bướm đêm trong họ Crambidae.